# Юдаїзм і політика
Відносини між юдаїзмом та політикою історично складні, і з часом розвивалися паралельно зі змінами в єврейському суспільстві та релігійній практиці, а також змінами в світських суспільствах, в яких живуть євреї. Зокрема, єврейська політична думка може бути розділена на чотири основні епохи: біблійна (до римського правління), рабина(від приблизно 100 до н. е. до 600 р. н. е.), середньовічна (від приблизно 600 р. н. е. до 1800 р. н. е.) і сучасна(з XVIII до сьогодення).
Політичне лідерство є загальною темою в Танасі, і в каноні описуються кілька різних політичних моделей, які зазвичай складаються з певного поєднання племінної федерації, монархії, священної теократії та правління пророками. Політична організація під час рабінізму та середньовіччя загалом залучала напів-автономне правління єврейських рад і судів (з радами, членами в яких часто були лише рабини), які б керували спільнотою і діяли як представники єврейської громади перед світською владою. Починаючи з 19-го століття і збігаючись з розширенням політичних прав, що належать окремим євреям у європейському суспільстві, євреї приєднувалися та робили свій внесок у розвиток широкого спектру політичних рухів та філософій.

## Біблійні моделі
Є багато моделей для політичного керівництва, описані в Танаху. Стюарт Коен зазначив, що в Танаху є три окремі центри влади: священики, цар і пророки.
Однією з моделей біблійної політики є модель племінної федерації, де владу поділяють між різними племенами та інституціями. Іншою є модель обмеженої конституційної монархії.
Біблія наказує призначити короля в Книзі Второзаконня такою вказівкою: «Коли прийдеш у землю, що її Господь, Бог твій, хоче тобі дати, і, зайнявши її та оселившись у ній, ти скажеш: Поставлю над собою царя, як це в усіх народів, які довкола мене,  то можна тобі наставити над собою царя, що його вибере Господь, Бог твій; з-поміж твоїх братів поставиш над собою царя. Не управнений ти настановляти над собою якогось чужоземця, що не є з твоїх братів.» (Второзаконня 17: 14-15).
Танах містить складний літопис царів Ізраїлю та Юдеї, написаних авторами протягом багатьох поколінь, відносини та близькість яких до правителів кількох царств широко коливались як за близькістю, так і за повагою. Деякі історичні уривки з Танаху містять особисті зображення внутрішніх справ королівських домів Саула, Давида та Соломона; відомості про наступних монархів часто виявляються більш відстороненими та менш докладними, і часто починаються з того, що монарх «робив зло в очах Господа».
Даніель Елазар стверджував, що концепція заповіту це основоположне поняття в біблійній політичній традиції та пізніших єврейських думках, що випливають з Біблії.

## Середньовічний період

### Кагал
У середньовіччі, деякі громади ашкеназі керувалися кагалом. Кагал мав регуляторний контроль над єврейськими громадами в певному регіоні; вони здійснювали торгівлю, санітарію, благодійність, освіту, кашрут і відносини між поміщиками та їх орендарями. Він надавав декілька громадських послуг, таких як рабинів, ритуальні лазні і безвідсоткові позики. Кагал навіть мав достатньо авторитету, щоб організувати вигнання людей з синагог, відлучивши їх.

### Середньовічна єврейська політична філософія
Деякі середньовічні політичні теоретики, такі як Маймонід і Нісім з Жирони, вважали королівство ідеалом. Маймонід розглядає заповідь призначити короля явним позитивним ідеалом, слідуючи талмудичному вченню про те, що «три заповіді були дані Ізраїлю, коли вони входили до землі: призначити короля…» Великий розділ закону Маймоніда Мішне Тора під назвою «Закони королів і їхні війни», присвячений досконалій моделі королівства. Інші розділи переважно присвячені законам, що стосуються законодавців та суддів.

## Сучасний період
Сьогодні євреї все частіше стають учасниками політичної та соціальної сфери великих націй. Оскільки євреї стали громадянами держав з різними політичними системами, і сперечались про те чи [[Сіонізм|створювати свою власну державуїї, єврейські ідеї відносин між іудаїзмом та політикою розвивалися у багатьох різних напрямках. 

### В Європі
В 19 і на початку 20 століть, коли в Європі існувало велике єврейське населення, деякі євреї віддавали перевагу різним формам лібералізму. Деякі євреї пов'язували себе з рядом єврейських політичних рухів. До них належали соціалістичні та трудові рухи, які підтримували єврейські ліві, сіоністські рухи, єврейські автономістичні рухи, територіальний рух та рухи єврейського анархізму. 

#### 21 століття
У ХХІ столітті відбуваються зрушення. Єврейська громада у Великій Британії, одна з найбільших у діаспорі, має консервативний характер. За оцінками британських євреїв, 69 % голосували б за Консервативну партію, а 22 % — за Лейбористську партію. Це суттєво контрастує з рештою населення виборців. Головний голосовий блок бідніших євреїв у Британії, що зараз складається в основному з ультраортодоксів, голосує переважно за консерваторів. Ставлення до Ізраїлю впливає на голосування трьох з чотирьох британських євреїв. Перехід до консерватизму також проявився у Франції, де близько половина єврейського населення це сефарди. Джерем Форекет, директор французької виборчої організації IFOP, зазначає, що серед французьких євреїв існує «виражена перевага» правого блоку політики. На виборах 2007 року євреї (ортодокси чи ні) показали найсильнішу підтримку Саркозі після католиків.